# Сан Примо (Комо)
Сан Примо је насеље у Италији у округу Комо, региону Ломбардија.
Према процени из 2011. у насељу је живело 8 становника. Насеље се налази на надморској висини од 1112 м.